# Maria Clara von Berg-s’-Heerenberg
Maria Clara von Berg-s’-Heerenberg (* 27. April 1635 in Boxmeer; † 15. Juli 1715 in Sigmaringen) war eine niederländische Erbin sowie Fürstin und Regentin von Hohenzollern-Sigmaringen.

## Leben
Maria Clara war Angehörige des Geschlechtes der Grafen von dem Berg aus dem Hause Leck, genauer eine Tochter des Grafen Albert von Berg-’s-Heerenberg (1607–1656) aus dessen zweiter Ehe mit Madeleine (1616–1689), Tochter des Claude François de Cusance.
Sie heiratete im Schloss Boxmeer am 12. Januar 1666 den späteren Fürsten Maximilian von Hohenzollern-Sigmaringen (1636–1689). Nach dessen Tod war sie gemeinsam mit ihrem Schwager Graf Franz Anton von Hohenzollern-Haigerloch Regentin für ihren minderjährigen Sohn. Während dieser Zeit schloss sie 1695 in Nürnberg als Vormund gemeinsam mit Kurfürst Friedrich III. von Brandenburg die Erbvereinigung über die Sukzession des Kurhauses im Fürstentum Hohenzollern.
Am 20. Juni 1712 starb Maria Claras älterer Bruder Graf Oswald III. von Berg-s’-Heerenberg, mit dem das Haus de Leck ausstarb. Maria Clara erbte von ihrem Bruder neben der Grafschaft Berg-s’Heerenberg auch die Herrschaften Boxmeer, Bergh, Diksmuide, Gendringen, Etten, Wisch, Pannerden und Millingen mit der Bedingung, dass der Besitz und Name des Hauses auf ihren Enkel Franz Wilhelm übergehen sollten, der ab 1712 als Graf von Berg regierte.

## Nachkommen
Sie heiratete im Schloss Boxmeer am 12. Januar 1666 den späteren Fürsten Maximilian von Hohenzollern-Sigmaringen (1636–1689). Aus ihrer Ehe entstammen folgende Kinder:
- Anna Maria (1666–1668)
- Maria Magdalena Klara (1668–1725), Nonne im Kloster Gnadenthal
- Maria Theresia Cleopha (1669–1731), Nonne in Buchau
- Meinrad II. Karl Anton (1673–1715), Fürst von Hohenzollern-Sigmaringen

⚭ 1700 Gräfin Johanna Katharina von Montfort (1678–1759)
- Franz Albert Oswald (1676–1748), Domherr in Köln
- Franz Heinrich (1678–1731), Domherr in Köln und Augsburg
- Karl Anton (1679–1684)
- Anton Sidonius (1681–1719), gefallen

⚭ 1712 Gräfin Maria Josepha von Verdenberg und Namiest (1687–1745)
- Johann Franz Anton (1683–1733), gefallen

⚭ 1. 1712 Maria Barbara Everhardt von Lichtenhaag
⚭ 2. Maria Antonia von und zu Fraunberg (* 1705)
- Maximilian Froben Maria (1685–1734), Mönch
- Karl (1687–1689)
- Friederike Christiane Maria (1688–1745)

⚭ 1718 Graf Sebastian von Montfort-Tettnang (1684–1728)